# Indeo
인데오 비디오(Indeo Video)는 1992년에 인텔이 개발한 영상 코덱이다. 2000년, 리고스에 매각되었다.